# Sermyle confusa
Sermyle confusa är en insektsart som först beskrevs av Brunner von Wattenwyl 1907.  Sermyle confusa ingår i släktet Sermyle och familjen Diapheromeridae. Inga underarter finns listade i Catalogue of Life.